# フランシス・ライトフット・リー
フランシス・ライトフット・リー（英:Francis Lightfoot Lee、1734年10月14日-1797年1月11日）は、アメリカ合衆国バージニアの代表としてアメリカ独立宣言と連合規約に署名した者の一人である。

## 生い立ちと初期の経歴
リーは1734年10月14日にバージニア、ウェストモアランド郡ストラットフォードで、イギリスからの移民子孫であるトマス・リー (1690-1750)とハンナ・ハリソン・ルードウェル (1701-1750)夫妻の息子として生まれた。兄弟にはウィリアム・リー (1739-1795)、リチャード・ヘンリー・リー (1732-1794)、およびアーサー・リー博士 (1740-1792)がおり、皆アメリカの愛国者（独立志向派）であった。家庭で教育を受け、家庭教師のもとで古典の研究をした。
1765年、バージニア植民地議会議員に選出され、これを1775年まで務めた。急進的な愛国者であり、印紙法に抗議するパトリック・ヘンリーの味方に付いた。

## アメリカ独立戦争
1774年に大衆の議会とバージニア会議を要求し、これらに出席した。1778年から1782年はバージニア上院議員を務め、また1774年に第一次大陸会議の代表となって1779年まで務めた。この時にアメリカ独立宣言と連合規約に署名した。

## 結婚
リーは1772年にレベッカ・プレイター・テイロー (1751-1797)と結婚した。レベッカはジョン・テイロー2世 (1721-1779)とレベッカ・プレイター (1731-1787)夫妻の娘であった。

## 死
リーは1797年1月11日にバージニア州リッチモンド郡にある自宅「メノキン」で死んだ。バージニア州ウォルソーに近いマウントエアリープランテーションにある妻の実家（テイロー家）の墓所に葬られた。

## 先祖

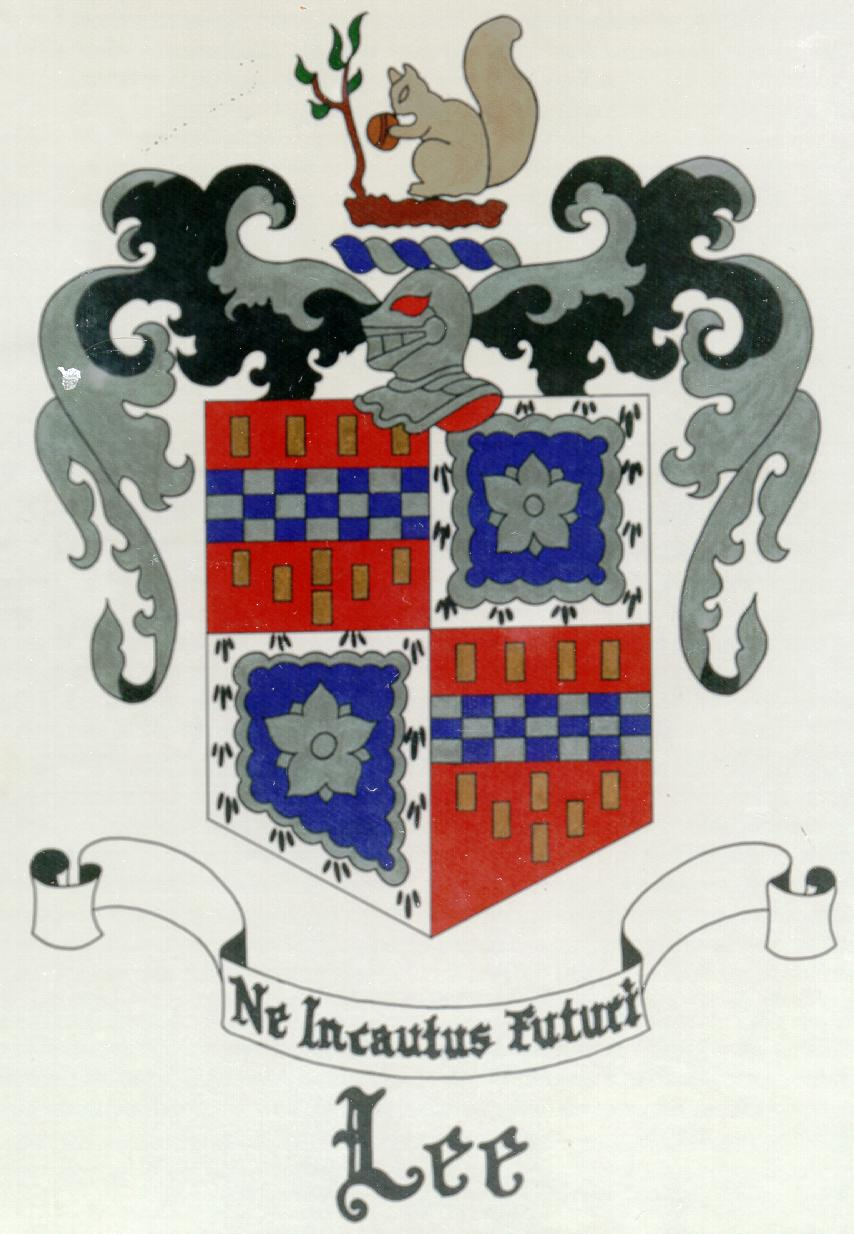
リー家の紋章

リーの父、トマス・リーは「学者」リチャード・リー2世 (1647-1715)とリーティシャ・コービン (1657頃-1706)夫妻の息子だった。リーティシャはリチャードの隣人で顧問官のヘンリー・コービン・シニア (1629-1676)とアリス・バーナム (1627頃-1684)夫妻の娘だった。リチャード・リー2世は「移民」リチャード・リー1世 (1618-1664)とアン・コンスタブル (1621頃-1666)夫妻の息子だった。アンはトマス・コンスタブルとジョン・サラグッド卿の被保護者夫妻の娘だった。
リーの母、ハンナ・ハリソン・ルードウェルは「グリーンスプリング」のフィリップ・ルードウェル2世 (1672-1726)とハンナ・ハリソン (1679-1731)夫妻の娘だった。

## 遺産
フランシス・ライトフット・リーとその妻レベッカ・プレイター・テイローの住家であった「メノキン」の保存と崩壊防止のために創られたメノキン基金は、その認知と募金のために毎年聴導犬生産所と共にメノキン・ブルーグラス祭りを開催している。
この祭りは毎春メノキンの地所で開催され、数千の見物客を集めている。過去には、ラルフ・スタンリー&ザ・クリンチ・マウンテンボーイズ、セルダム・シーン、オールド・スクール・フライト・トレインおよびジャッカス・フラッツが公演した。